# Schlacht bei Olustee
Die Schlacht bei Olustee oder Schlacht am Ocean Pond fand während des Sezessionskrieges am 20. Februar 1864 bei Olustee in Ostflorida statt. Nachdem eine Expeditionsstreitmacht des US-Heeres unter General Truman Seymour Teile Ostfloridas besetzt hatte, marschierte sie weiter ins Landesinnere, um eine strategisch wichtige Eisenbahnbrücke zu zerstören. In der Nähe von Olustee traf sie auf General Joseph Finegans und General Alfred H. Colquitts konföderierte Truppen.
Die Schlacht begann als Begegnungsgefecht, bei dem beide Seiten nur Teile ihrer Truppen zur Verfügung hatten. Seymour und Finegan verstärkten ihre Positionen, wobei es den Konföderierten schneller gelang, ihre Verbände in Stellung zu bringen. Sie konnten dadurch die Linie der Nordstaatler mehrmals überflügeln und unter konzentrisches Feuer nehmen. Ein erster konföderierter Angriff zerschlug den linken Flügel der Unionsarmee und führte zur Erbeutung von fünf Geschützen, jedoch konnte Seymour dank rechtzeitig eintreffender Verstärkungstruppen und konföderierten Munitionsmangels eine zweite Stellung bilden. Auch diese wurde jedoch überflügelt und von den Konföderierten überrannt, sodass sich die Nordstaatler wieder nach Jacksonville zurückziehen mussten. Hierbei wurden sie allerdings von den Konföderierten nicht verfolgt. Der Sieg der Konföderierten sicherte ihnen den Besitz des Inneren Floridas bis zum Kriegsende. Nach der Schlacht wurden mehrere verwundete schwarze Soldaten der Unionsarmee von den Konföderierten ermordet.

## Vorgeschichte

### Florida in den ersten Kriegsjahren
Florida hatte 1861 als einer der ersten Staaten die Sezession von den Vereinigten Staaten erklärt und sich den Konföderierten Staaten angeschlossen. Im darauf folgenden Sezessionskrieg blieb der Staat jedoch ein Nebenschauplatz. Er war dünn besiedelt, hatte kaum nennenswerte Industrie und keinen großen strategischen Wert. Die lange Küstenlinie Floridas mit ihren vielen Flussmündungen und Buchten war aus konföderierter Sicht Fluch und Segen zugleich. Einerseits machte sie es der US-Marine schwerer, ihre Blockade der Konföderation aufrechtzuerhalten. Andererseits war sie gegenüber der Übermacht der nordstaatlichen Marine kaum zu verteidigen. Als General Robert Edward Lee im Herbst 1861 den Befehl über den konföderierten Wehrbereich South Carolina, Georgia und Florida (Department of South Carolina, Georgia, and Florida) übernahm, gab er die starre Verteidigung entlang der Küste deswegen auf und konzentrierte die Truppen im Hinterland, um sie bei Bedarf schneller zusammenziehen und verlegen zu können. Die Verteidigung Floridas wurde weiter geschwächt, als im Februar 1862 die konföderierte Position in Mitteltennessee und Kentucky infolge der Niederlagen bei Mill Springs, Fort Henry und Fort Donelson zusammenbrach. Als Reaktion darauf zog die Regierung fast alle Truppen aus Florida ab, um die Armee von Albert Sidney Johnston in Nordmississippi zu verstärken.
Für die Union ihrerseits war Florida vor allem im Hinblick auf die Aufrechterhaltung der Seeblockade relevant. Im März 1862 besetzten nordstaatliche Truppen deswegen zunächst die Küstenstädte Fernandina, Jacksonville und St. Augustine im Nordosten des Landes. Die beiden Golfhäfen Apalachicola und Pensacola folgten im April und Mai. Da die konföderierten Verteidiger abgezogen worden waren, verliefen diese Eroberungen in der Regel unblutig und kampflos.

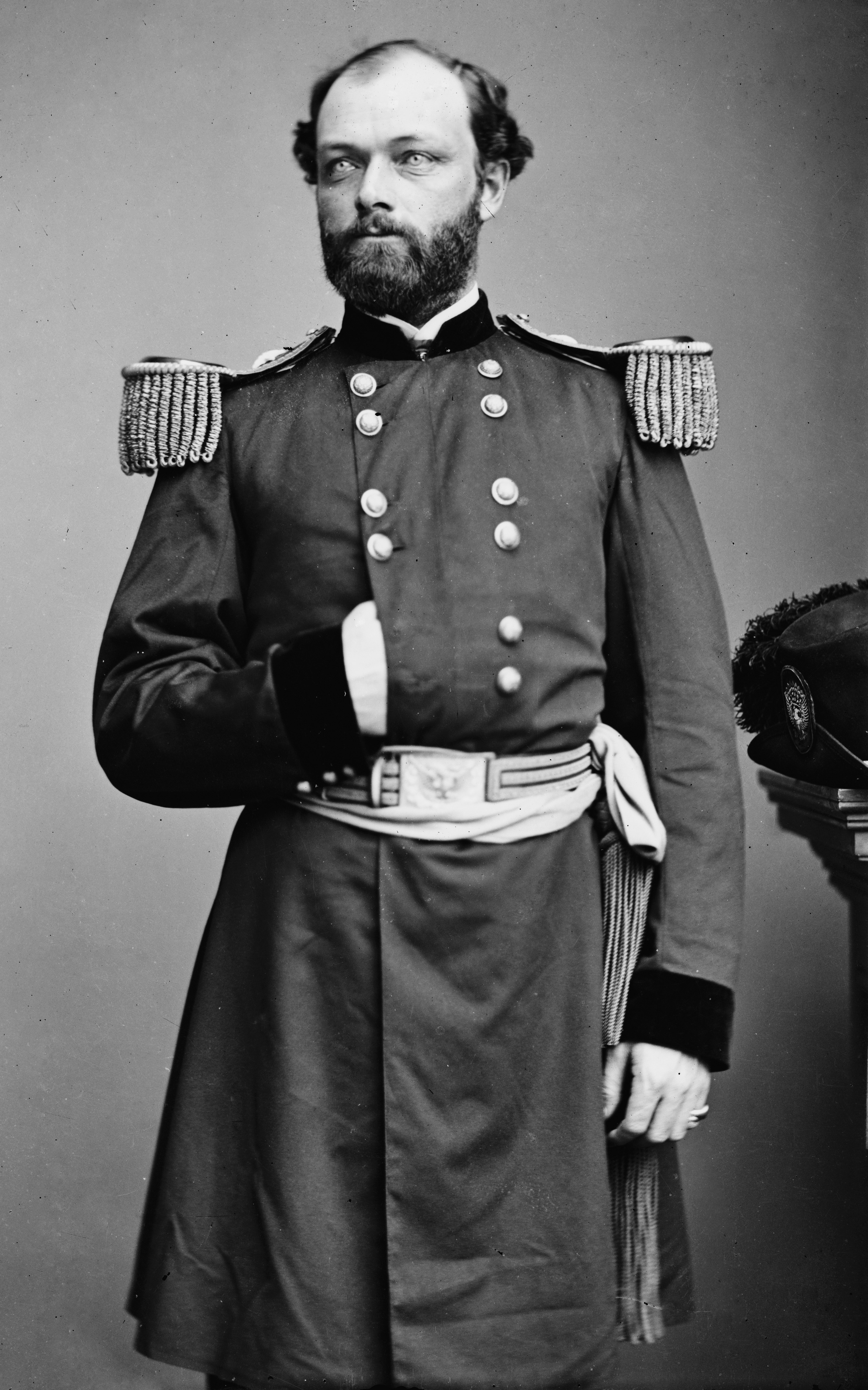
Generalmajor Quincy A. Gillmore schlug Ende 1863 eine Expedition nach Ostflorida vor.

Nicht alle diese Städte wurden jedoch permanent gehalten. Die Strategie der Unionsmarine in Florida setzte darauf, einzelne Häfen als Basen zu besetzen und von ihnen aus an der restlichen Küste zu patrouillieren und von dort gelegentlich ins Hinterland zu wirken. Der Krieg entlang der Küste von Florida 1862 und 1863 war deswegen geprägt von kleinen Landeunternehmungen und Raids, bei denen Unionstruppen Blockadebrecher oder Salzwerke zerstörten oder Städte kurzzeitig wieder besetzten. Jacksonville zum Beispiel wurde im April 1862 geräumt, aber im Herbst 1862 und Frühjahr 1863 wieder für kurze Zeit besetzt. Ende 1863 hatte das US-Heer in Florida nur fünf permanente Garnisonen: Fernandina und St. Augustine an der Atlantikküste unterstanden Generalmajor Gillmores Wehrbereich Süd (Department of the South) und beherbergten insgesamt rund 2.300 Unionssoldaten. Eine ähnliche Anzahl war in Key West, Pensacola und Charlotte Harbor stationiert und gehörte zu Generalmajor Banks’ Wehrbereich Golf (Department of the Gulf). Ihnen gegenüber standen rund 2.400 Konföderierte in General Gardners Wehrbezirk Mittelflorida und 1.300 in General Finegans Wehrbezirk Ostflorida. Beide Distrikte gehörten zum Wehrbereich South Carolina, Georgia und Florida, der General Beauregard unterstand.

### Planung der Expedition
Ende 1863 gab es auf Seite der Union wieder verstärktes Interesse an Florida. Zum einen war der Staat kriegswirtschaftlich wichtiger geworden. Die Konföderierten Staaten hatten 1862 und 1863 große Teile ihres Territoriums verloren, darunter viele landwirtschaftlich wichtige Gebiete. Der Fall Vicksburgs und Port Hudsons im Juli 1863 verstärkte dies weiter, denn dadurch erlangten die Nordstaaten die Kontrolle über den gesamten Mississippi und schnitten die östlichen Südstaaten von Texas ab. Florida wurde zu einem der bedeutendsten Nahrungsmittelproduzenten, die dem Süden noch verblieben waren. Von besonderer Bedeutung war Florida für die Versorgung der Armeen mit Rindfleisch. Ende 1863 wetteiferten die Versorgungsoffiziere verschiedener südstaatlicher Armeen miteinander darum, in Florida Fleisch für ihre Armeen zu beschaffen. Dem Norden blieb diese Entwicklung nicht verborgen: Im Dezember 1863 zum Beispiel meldete der Unionskommandeur in Key West seinem Vorgesetzten, dass laut Berichten jede Woche 2.000 Rinder aus Florida zu den konföderierten Armeen transportiert würden. Eine Offensive in Florida bot die Möglichkeit, diesen Versorgungsfluss zu unterbinden, entweder indem man die landwirtschaftlich wichtigen Gebiete direkt unter eigene Kontrolle brachte, oder indem man zumindest das Eisenbahnnetzwerk des Staates zerstörte.

Kompanie I des 36. US Colored Infanterie-Regiment (vormals 2. North Carolina). Ein Motiv für die Florida-Expedition war es, schwarze Rekruten für die Unionsarmee zu gewinnen.

Ein weiterer Grund für das verstärkte Interesse der Nordstaaten an Florida war die Rekrutierung schwarzer Freiwilliger. Seit Juli 1862 konnten Schwarze im US-Heer dienen, und viele Sklaven, die ihren Besitzern entkommen waren, nahmen diese Gelegenheit wahr. General Gillmores Wehrbereich Süd hatte hierbei eine Vorreiterrolle gespielt, und man hatte ihn ermächtigt, in seinem Wehrbereich so viele schwarze Regimenter aufzustellen, wie er Rekruten finden konnte. Das von den Konföderierten kaum verteidigte Florida mit seiner bedeutenden Anzahl an Sklaven schien ein geeigneter Ort, um solche Rekruten zu finden.
Darüber hinaus bot eine Offensive in Florida auch politische Aussichten. US-Präsident Abraham Lincoln hatte am 8. Dezember eine Proklamation erlassen, die eine Amnestie in Aussicht stellte. Laut dieser würden die Vereinigten Staaten die Regierung eines abtrünnigen Staates als legitim anerkennen, wenn mindestens 10 % der 1860 wahlberechtigten Bevölkerung einen Treueeid schwören und eine neue Regierung wählen würden. In Arkansas und Louisiana gab es bereits entsprechende Bestrebungen, und auch in Florida schien es Potential dafür zu geben. Solcherart wieder in die Union aufgenommene Staaten versprachen, Lincolns Chancen bei der anstehenden Präsidentschaftswahl zu erhöhen, sowohl beim Kampf um die Nominierung der Republikanischen Partei als auch bei der eigentlichen Wahl.
General Gillmore schrieb im Dezember 1863 an General Halleck in Washington und präsentierte die militärischen Argumente für eine Offensive in Florida. Lincoln erweiterte die Zielsetzung der Expedition jedoch, indem er seinen Privatsekretär John Hay nach Florida schickte, um dort die für die Wiederherstellung einer loyalen Regierung benötigten Treueeide zu sammeln. Gillmore bat er dabei um seine Unterstützung, soweit es die militärischen Gegebenheiten zuließen. Lincoln kommunizierte dabei direkt mit Gillmore und überging sowohl Kriegsminister Stanton als auch Generalmajor Halleck, den Oberbefehlshaber des US-Heeres. Gillmore griff dies auf und präsentierte Kriegsminister Stanton und Generalmajor Halleck seinen Plan, am Westufer des St. Johns River zu landen und von dort Florida bis zum Suwannee zu besetzen. Zur Durchführung dieser Expedition bildete er eine gemischte Division unter dem Befehl von Brigadegeneral Truman Seymour, die am 6. Februar in Hilton Head Island auf ihre Transportschiffe eingeschifft wurde.

### Landung und erste Vorstöße ins Landesinnere

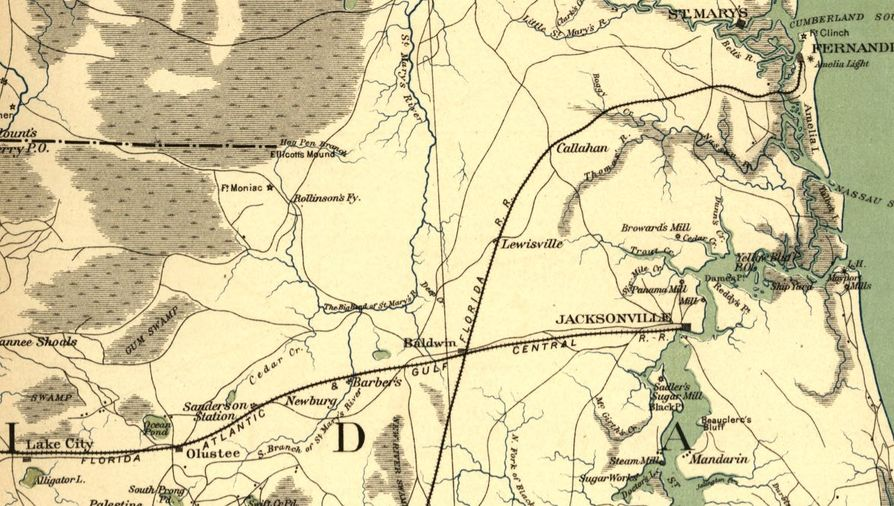
Karte von Nordostflorida zur Zeit des Sezessionskrieges. Olustee und der Ocean Pond sind in der linken unteren Kartenecke entlang der Eisenbahnlinie östlich von Lake City zu sehen.

Am Morgen des 7. Februar erreichte die Unionsflotte die Küste Floridas und fuhr den St. Johns River hinauf nach Jacksonville. Die Stadt war nach drei Kriegsjahren stark geschrumpft: Statt der 3.000 Menschen, die der Zensus 1860 gezählt hatte, wohnten nur noch 25 Familien in der Stadt, vor allem Frauen und Kinder. Die Konföderierten wurden durch die Landung der Nordstaatler überrascht. Zwar war ihren Spähern die Aktivität der US-Flotte nicht entgangen, aber das Ziel konnten sie nicht herausfinden. Aus diesem Grund gab es bei der Landung in Florida außer ein paar Heckenschützen kaum Gegenwehr und die Nordstaatler machten auch nur elf Gefangene.
Die Landung der Unionstruppen in Florida wurde dem konföderierten Wehrbereichskommandeur Beauregard in Charleston noch am gleichen Tag gemeldet, aber Beauregard sah sich einer schwierigen Situation gegenüber, denn etwa zeitgleich mit der Landung brach auch an der Front vor Charleston Aktivität aus: Unionsgeneral Alexander Schimmelfennig landete mit einer Division auf John’s Island, südwestlich der Stadt. Beauregard nahm richtigerweise an, dass es sich hierbei um ein Ablenkungsmanöver handelte, konnte sich aber nicht sicher sein. Er sandte zwar vereinzelte Truppenteile nach Florida und ordnete an, die dortigen Truppen zusammenzuziehen, behielt aber Colquitts Brigade vorerst in Reserve, um sie notfalls gegen Schimmelfennig werfen zu können. Dank diesem Ablenkungsmanöver blieb Seymours Kolonne in Florida deswegen zahlenmäßig stark überlegen. Während Seymours Expeditionsstreitmacht rund 7.000 Mann umfasste, hatten die Konföderierten bis zum 10. Februar gerade einmal 700 Mann zusammengezogen. Beauregards Befehl an General Finegan, den konföderierten Befehlshaber in Ostflorida, war es deswegen, nur hinhaltenden Widerstand zu leisten und eine offene Schlacht zu vermeiden.
Seymour und seine Männer machten sich unterdessen auf den Weg ins Innere Floridas, um die konföderierten Verbindungslinien zu stören und die Situation zu erkunden. Am Nachmittag des 8. Februar verließen sie in drei Kolonnen Jacksonville in Richtung des rund 55 km weiter westlichen St. Marys River. Die Unionssoldaten überraschten zwei Lager der Konföderierten, konnten vier Geschütze erbeuten und einige Gefangene machen. Am Morgen des 9. Februar erreichten sie den rund 30 km von Jacksonville entfernten Eisenbahnknotenpunkt Baldwin, wo sich die Fernandina-Cedar-Key-Linie und die Jacksonville-Tallahassee-Linie trafen. Die Nordstaaten konnten hier ein weiteres Geschütz und Versorgungsgüter im Wert einer halben Million Dollar erbeuten. Seymour hatte auch gehofft, eine Lokomotive beschlagnahmen zu können, um seinen Vorstoß nach Westen über die Eisenbahnlinie versorgen zu können, wurde aber hierin enttäuscht. Gillmore versprach ihm Abhilfe und wies ihn an, weiter auf den Suwannee vorzurücken.
Oberst Henrys Kavalleriebrigade setzte am Morgen des 10. Februar ihren Vormarsch fort und erreichte Barber’s Station, bevor es am St. Mary’s River zu einem Scharmützel kam. Die Konföderierten hatten die Brücke über den Fluss zerstört, er konnte aber noch durchfurtet werden. Henrys Truppen marschierten weiter nach Westen und erreichten am Abend des 10. Februar Sanderson, etwa 30 km westlich von Baldwin. Am nächsten Tag trafen sie kurz vor Lake City auf konföderierte Infanterie. Rund 600 Mann – Finegans Hauptstreitmacht zu diesem Zeitpunkt – hatten sich in Schlachtlinie aufgestellt. Es kam zu einem Feuergefecht, doch Henry befand die konföderierte Linie für zu stark, zumal er auf keine Unterstützung durch Infanterie hoffen konnte. Seine berittene Brigade war deutlich schneller vorgerückt und nun rund 55 km von Seymours Infanterieregimentern entfernt. Auch die Versorgungssituation der vorgerückten Kavalleriebrigade war nicht einfach, sodass schließlich entschieden wurde, dass Henry sich auf Sanderson zurückzog, wohin auch einige Infanterieeinheiten marschierten. Im Rückblick war Henry Streitmacht mehr als doppelt so groß wie Finegans, sodass er wahrscheinlich gute Chancen gehabt hätte, Lake City einzunehmen und weiter auf den Suwannee vorzurücken, um die dortige Eisenbahnbrücke zu zerstören.

### Konsolidierung und erneuter Vormarsch
In den folgenden Tagen wollte Gillmore seine Position in Florida konsolidieren. Von seinem Hauptquartier in Jacksonville aus wies er Seymour zunächst an, Sandersonville zu halten, und beorderte ihn dann nach Baldwin zurück. Gleichzeitig beorderte er Truppen aus St. Augustine in Richtung des St. Johns River. Insgesamt wollte er Florida entlang der Linie Fernandina-Baldwin-Palatka-St. Augustine besetzen. Zusätzlich zu Fernandina und St. Augustine sollten dafür Baldwin, Jacksonville und Palatka mit kleinen Garnisonen versehen werden, wofür er 2.500 Mann als hinreichend ansah. In einem Armeebefehl bot er der loyalen Bevölkerung Ostfloridas den Schutz des US-Heeres an. Er selbst kehrte am 14. Februar in sein Hauptquartier Hilton Head zurück. Aus den Truppen in Florida wurde der Wehrbezirk Florida (District of Florida) geschaffen, den er Seymour unterstellte. Dieser hatte unterdessen weitere kleine Raids durchgeführt, unter anderem nach Gainesville und Callahan Station.

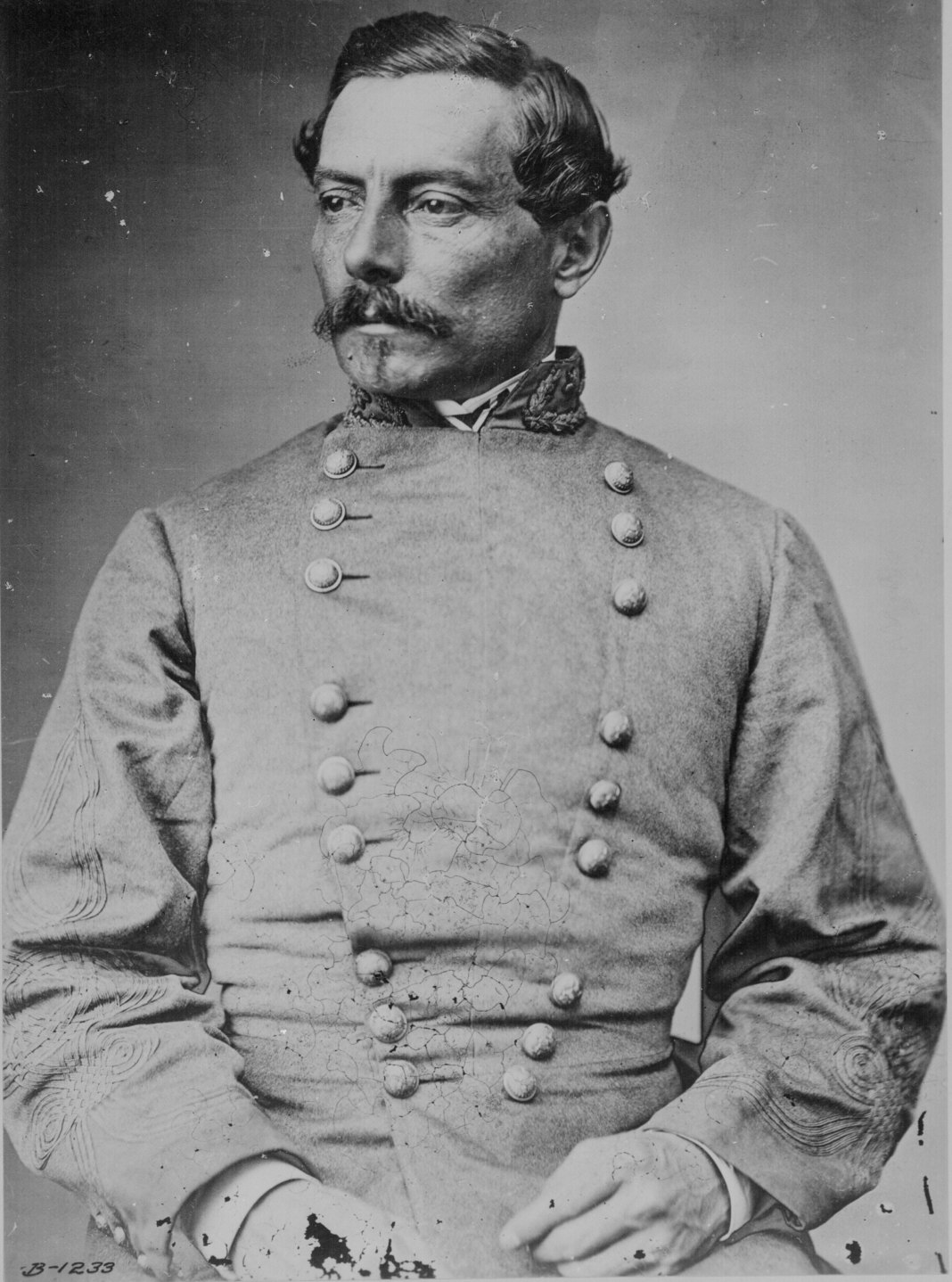
General P. G. T. Beauregard, Wehrbereichsbefehlshaber der Konföderierten in South Carolina, Georgia und Florida, verlegte Truppen nach Florida, um Seymours Expedition zu begegnen.

Am 17. Februar änderte Seymour jedoch plötzlich seine Meinung und schrieb Gillmore, dass er einen Vormarsch auf den Suwannee plante. Einerseits wollte er so die dortige Eisenbahnbrücke zerstören, andererseits fürchtete er, dass die Konföderierten sonst Zeit hätten, um die Eisenbahnlinie östlich der Brücke teilweise zu demontieren und die Schienen anderswo einzusetzen. Woher dieser Sinneswandel gegenüber Gillmores Intentionen kam, ist unklar. Möglicherweise war er sich seiner eigenen Position in Florida nicht sicher und wollte durch die Zerstörung der Eisenbahnbrücke über den Suwannee verhindern, dass die Konföderierten Verstärkung nach Florida senden konnten, oder er hoffte, Florida durch die Zerstörung der Brücke faktisch in zwei Teile spalten zu können. Möglicherweise war er auch unzufrieden mit seiner Aufgabe in Florida und hoffte, durch einen Erfolg seiner Karriere einen Schub verleihen zu können. Hierbei könnte auch eine Rolle gespielt haben, dass er ungenaue Informationen über die Stärke des Feindes erhalten hatte und deswegen davon ausging, die Konföderierten ohne größere Probleme besiegen zu können.
Gillmore war mit Seymours Entschluss nicht glücklich und sandte sofort seinen Stabschef nach Florida, um die Offensive zu beenden. Der Stabschef wurde jedoch von Wetterproblemen aufgehalten und erreichte Florida erst, als die Schlacht von Olustee bereits beendet war. Unterdessen hatten die Konföderierten in Florida mehr Truppen zusammengezogen. Dank abgefangener Meldungen der Unionstruppen vor Charleston wussten sie inzwischen über die Stärke von Seymours Streitmacht Bescheid. Bis zum 13. Februar wuchs Finegans Armee auf rund 2.000 Mann an, mit denen er bei Olustee Feldbefestigungen anlegte. Hierzu hatte auch beigetragen, dass Beauregard das Ablenkungsmanöver der Union vor Charleston als solches enttarnt hatte: Am 11. Februar ließ er seine Artillerie das Feuer auf die Unionstruppen auf Morris Island eröffnen, um einen Angriff vorzutäuschen. Als Reaktion darauf wurde Schimmelfennigs Division zurückgezogen, und Beauregard konnte Colquitts Brigade nach Florida verlegen. Bis zum 19. Februar wuchs Finegans Streitmacht somit auf mehr als 5.000 Mann an. In Anbetracht der Infrastruktur in Florida war die rasche Verlegung von Colquitts Brigade eine logistische Meisterleistung. Da es zwischen Georgia und Florida keine Eisenbahnverbindung gab, musste die Brigade von Savannah aus einen Zug nehmen, dann fast 50 km nach Madison in Florida marschieren, von wo aus sie den Zug nach Olustee besteigen konnten. Bei Olustee hatte Finegan inzwischen eine starke Linie eingenommen, die sich vom See Ocean Pond auf der linken Seite zu einem kleineren See auf der rechten Seite erstreckte. Zwischen diesen beiden Gewässern hatten Finegans Männer Brustwehren aus Baumstämmen und Erde errichtet. Vor Finegans Stellung befand sich ein weiterer kleiner See zur Linken und eine sumpfige Bucht zur Rechten, sodass die Stellung nicht entlang ihrer ganzen Länge angegriffen werden konnte.

## Verlauf

### Beteiligte Verbände

#### Union

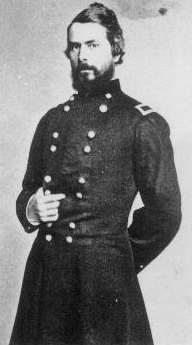
Truman Seymour

Bei den Unionstruppen handelte es sich um Brigadegeneral Truman Seymours Expeditionsstreitmacht. Sie gliederte sich wie folgt:
| Bartons Brigade Oberst W. B. Barton         | - 47. New York Infanterieregiment - 48. New York Infanterieregiment - 115. New York Infanterieregiment                                                                 |
| Hawleys Brigade Oberst J.R. Hawley          | - 7. Connecticut Infanterieregiment - 7. New Hampshire Infanterieregiment - 8. US Colored Infanterieregiment                                                           |
| Montgomerys Brigade Oberst James Montgomery | - 54. Massachusetts Infanterieregiment - 1. North Carolina Infanterieregiment                                                                                          |
| Kavalleriebrigade Oberst Guy V. Henry       | - Kavalleriebataillon (Massachusetts) - 40. Massachusetts Infanterieregiment - Batterie B, 1. Berittenes US-Artillerieregiment (4 Geschütze)                           |
| Artillerie Hauptmann John Hamilton          | - Batterie E, 3. US-Artillerieregiment (6 Geschütze) - Batterie M, 1. US-Artillerieregiment, verstärkt um einen Zug von James’ Rhode Island Batterie (sechs Geschütze) |

#### Konföderation

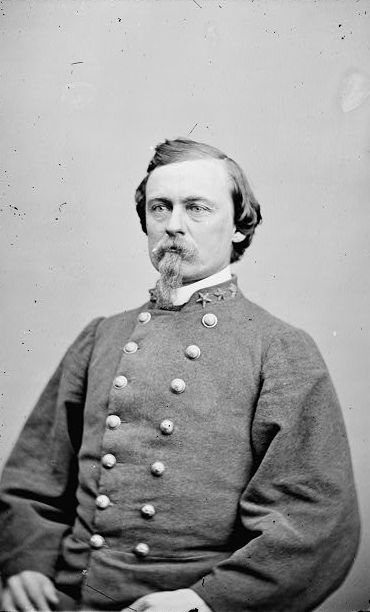
Joseph Finegan

Die konföderierten Truppen unterstanden Brigadegeneral Joseph Finegan, mit Oberst R. B. Thomas als Artilleriekommandeur. Sie gehörten zum Wehrbezirk Ostflorida und gliederten sich wie folgt:
| 1. Brigade Brigadegeneral Alfred H. Colquitt | - 6. Georgia Infanterieregiment - 19. Georgia Infanterieregiment - 23. Georgia Infanterieregiment - 27. Georgia Infanterieregiment - 28. Georgia Infanterieregiment - 6. Florida Infanteriebataillon - Chatham Artillerie (Georgia, 4 Geschütze) |
| 2. Brigade Oberst George P. Harrison         | - 32. Georgia Infanterieregiment - 1. Georgia reguläres Infanterieregiment - 64. Georgia Infanterieregiment - 1. Florida Infanteriebataillon - Bonauds Infanteriebataillon (Georgia) - Guerards Batterie (Georgia, 4 Geschütze)                  |
| Kavalleriebrigade Oberst Caraway Smith       | - 4. Georgia Kavallerieregiment - 2. Florida Kavallerieregiment - 5. Florida Kavalleriebataillon |
| Reserve                                      | - Florida Light Artillery (4 Geschütze) |

### Begegnungsgefecht

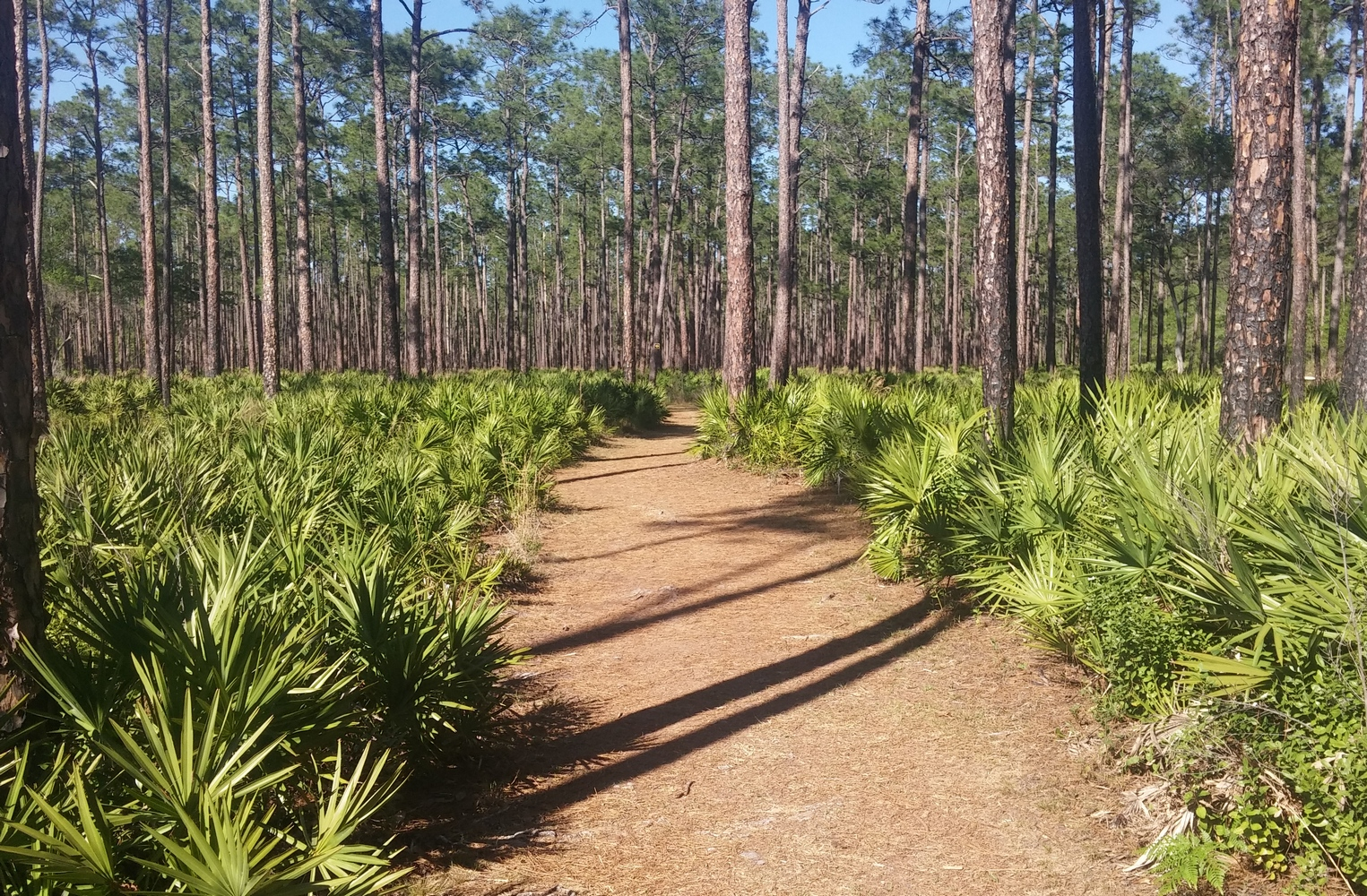
Foto des Schlachtfeldes, das einen Eindruck von den Kiefernwäldchen gibt, die für die Schlacht typisch waren.

Seymours Division verließ Barbers Ford am frühen Morgen des 20. Februar und marschierte in Richtung Lake City, mit Oberst Henrys Kavalleriebrigade in der Spitze. Es war ein klarer, sonniger Morgen, und ein Unionssoldat erinnerte sich später an den Harzduft der Kiefernwälder, durch die der Marsch führte. Die Nordstaatler kamen gut voran, zumal die konföderierte Kavallerie nur vereinzelt hinhaltenden Widerstand leistete. Dies änderte sich etwa gegen 14:00 Uhr.
Als Finegan von Seymours Herannahen erfuhr, ließ er Teile von Oberst Harrisons Brigade und die Kavallerie vorrücken. Diese Verbände sollten mit den Nordstaatlern scharmützeln und sie dann auf die Hauptstellung der Konföderierten locken.
Er änderte dies jedoch, als er erfuhr, dass Seymour nur drei Infanterieregimenter und etwas Kavallerie bei sich hatte- eine Fehlinformation, die zeigt, dass beide Seiten keinen guten Überblick über die ihnen gegenüber stehenden Verbände hatten. Finegan orderte General Colquitt mit einem Teil seiner Brigade nach vorne, um Kontakt mit dem Feind aufzunehmen, unterstützt von einer zweiten und später einer dritten Welle. Insgesamt beorderte Finegan somit den Großteil seiner Streitmacht aus ihren Befestigungen nach vorne. Etwa fünf Kilometer östlich von Olustee kam es zum Gefecht. Das Gelände war eben und von Kiefern bewachsen, hinter denen einzelne Soldaten, nicht aber ganze Verbände Deckung finden konnten. Im Norden und Westen schloss sich eine dicht bewachsene, sumpfige Bucht an, davon abgesehen war der Boden des Schlachtfeldes fest und begehbar.

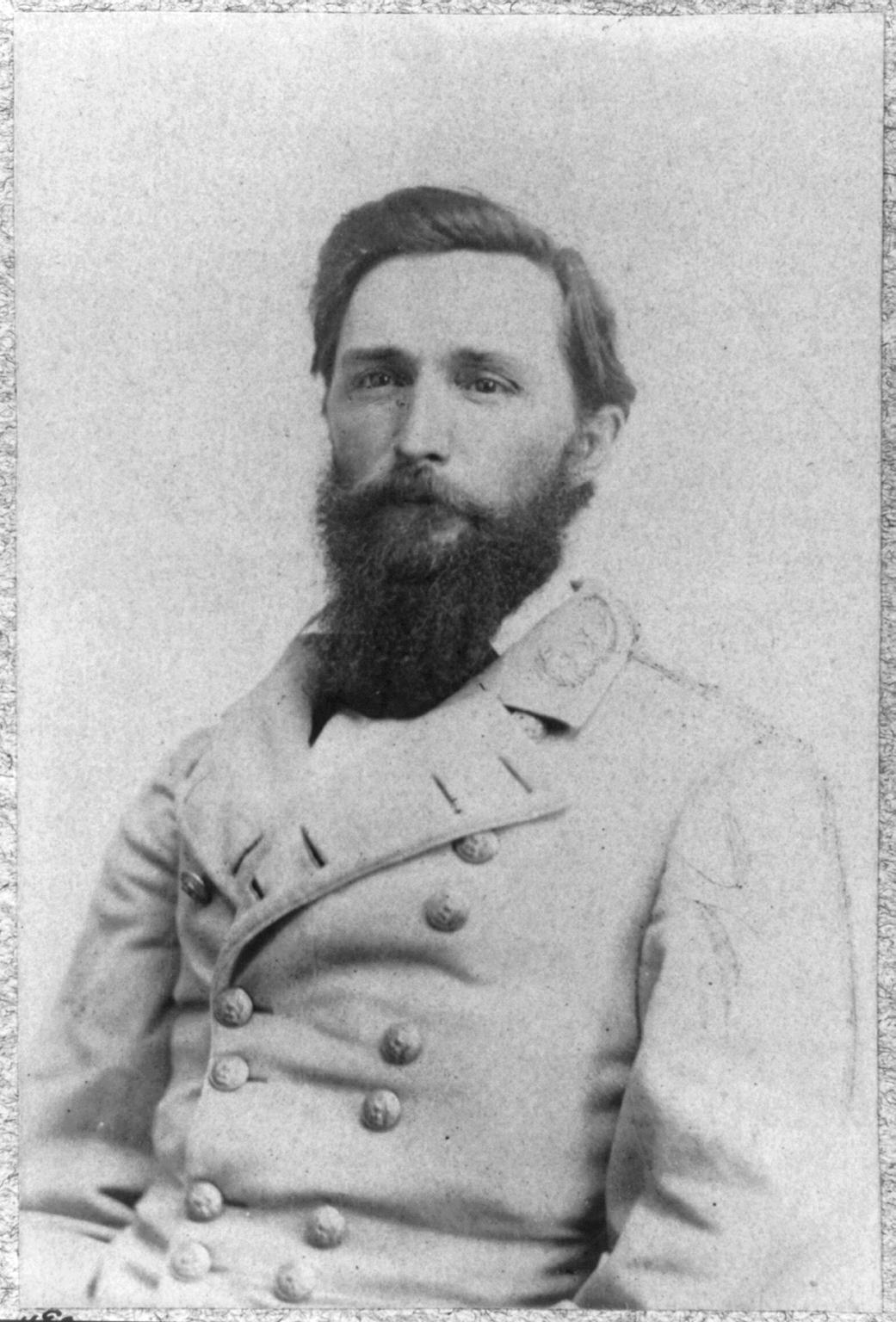
Brigadegeneral Alfred H. Colquitt hatte während des Großteils der Schlacht den taktischen Oberbefehl über die konföderierten Truppen.

Auf Unionsseite war indessen auch Hawleys Infanteriebrigade eingetroffen, und zwei Kompanien des 7. Connecticut Infanterieregiment wurden in einer Plänklerlinie vorgeschickt.

### Konföderierte Angriffe
Die Plänkler des 7. Connecticut trafen auf die vier Regimenter starke erste Welle der Konföderierten und mussten sich durch ein Ausweichmanöver zurückziehen. In der Zwischenzeit hatte sich der Rest von Hawleys Brigade aufgestellt, mit dem 7. New Hampshire Infanterieregiment auf dem linken Flügel, dem 8. US Colored Infanterieregiment auf dem Rechten und der Unionsartillerie dazwischen. Diesen Verbänden erging es aber nicht besser: Colquitt rückte mit seinen vier Regimentern vor, und seine Schlachtlinie überflügelte den linken Flügel der Unionstruppen. Bei der Aufstellung des 7. New Hampshire kam es außerdem zu einem Missverständnis. Die Ordnung des Regiments ging verloren, und der Großteil der Männer ergriff unter konföderiertem Feuer die Flucht. Dem unerfahrenen 8. US Colored Regiment gelang es zwar in die Schlachtformation zu kommen. Aufgrund seiner Unerfahrenheit musste es danach aber einen hohen Preis bezahlen. Zum einen war in der Ausbildung der Männer zu viel Wert auf Marschdrill und zu wenig auf den Umgang mit der Waffe gelegt worden, sodass sie dem konföderierten Feuer wenig entgegenzusetzen hatten. Außerdem fehlte ihnen der Instinkt, den erfahrenere Einheiten hatten, wie Oberst Hawley nach dem Krieg erklärte: „Alte Truppen, die sich einer solchen Übermacht entgegen sehen, wären ein wenig gerannt und hätten sich wieder in Formation begeben- mit oder ohne Befehl. Die Schwarzen blieben stehen und wurden getötet oder verwundet.“ Insgesamt verlor das Regiment mehr als 300 seiner rund 550 Soldaten.

Karte der Schlacht von Olustee, Norden ist rechts. Die konföderierten Linien sind in Rot eingezeichnet, die der Union in Blau. Die gestrichelte Linie im Westen zeigt die Befestigungen, die die Konföderierten ursprünglich angelegt hatten.

Beide Seiten erhielten Verstärkungen – die zweite und dritte Welle der von Finegan aus den Befestigungen vorgeschickten konföderierten Truppen erreichte ebenso das Schlachtfeld wie Bartons aus drei Regimentern bestehende Unionsbrigade. Bartons Brigade nahm die Position ein, die das 7. New Hampshire geräumt hatte, und verlängerte sie nach rechts. Auf dem linken Flügel wurde das 7. Connecticut wieder in Stellung gebracht, und danach schloss sich das 8. US Colored an. Die Linie der Konföderierte überflügelte jene der Nordstaaten auf beiden Flügeln, sodass die Nordstaatler sich einem konzentrischen Feuer ausgesetzt sahen. Mit der Kavallerie an den beiden Flanken und der Infanterie im Zentrum ließ Colquitt die Konföderierten vorrücken.
Der Angriff der Konföderierten zerschlug den linken Flügel der Unionslinie, der sich unter dem Verlust von fünf Geschützen zurückzog. Zwei Dinge erlaubten Seymours Männern jedoch eine Atempause: Zum einen ging den Konföderierten während ihres Vormarsches die Munition aus, was sie zu einer Pause zwang. Zum anderen traf gegen 16:00 Uhr Seymours verbliebene Infanteriebrigade ein, die aus zwei weiteren schwarzen Regimentern bestand. Dies erlaubte es Bartons Brigade, sich zurückzuziehen. Eine neue Linie mit dem 7. Connecticut im Zentrum und den beiden schwarzen Regimentern wurde gebildet. Auch diese neue Linie war jedoch nicht zu halten: Die Konföderierten hatten sowohl den rechten als auch den linken Flügel der Nordstaaten umgangen, überlappten damit wieder beide Flügel und konnten ein vernichtendes Gewehrfeuer auf Seymours Truppen aufrechterhalten. Das 1. North Carolina Infanterieregiment zum Beispiel sah sich Flankenfeuer ausgesetzt und verlor 230 Mann. Nach der Schlacht waren die Beobachter voll des Lobes über die Kampfkraft und Standfestigkeit der beiden schwarzen Regimenter, und tatsächlich hatten sie die Union vor einer noch schwereren Niederlage bewahrt. Die letztendliche Niederlage konnten sie aber nur noch abmildern, nicht abwenden. Die Konföderierten setzten ihren Angriff auf breiter Front fort und warfen die Nordstaatler aus ihren Positionen; einzig das 54. Massachusetts Infanterieregiment konnte sich halten, verzögerte dadurch den Vormarsch der Konföderierten und zog sich dann geordnet zurück. Teile des 7. New Hampshire sammelten sich auch für ein Rückzugsgefecht, und schließlich wurde aus Henrys Kavallerie und dem 7. Connecticut eine Nachhut gebildet.

### Ermordungen schwarzer Soldaten
Eine besondere Sorge der Unionstruppen auf ihrem Rückzug war, wie die Konföderierten gefangene und verwundete schwarze Soldaten und ihre weißen Offiziere behandeln würden. Der Regimentsarzt des 8. US Colored bestand darauf, schwarzen Verwundeten bei der Evakuierung mit Ambulanzwagen Priorität zu geben, und als Teile des 54. Massachusetts auf dem Rückmarsch mehrere Waggons mit Verwundeten fanden, zogen sie die Wagen mit Seilen über die Schienen zurück in Sicherheit. Die Sorge der Nordstaatler war durchaus berechtigt, denn tatsächlich kam es nach der Schlacht zu Gräueltaten gegen schwarze Soldaten. Es handelte sich dabei nicht um ein Massaker wie zwei Monate später nach dem Gefecht um Fort Pillow, aber die Berichte von Unions- und Konföderationssoldaten nach dem Krieg belegen die Existenz solcher Vorfälle eindeutig. Die meisten dieser Grausamkeiten scheinen von Soldaten aus Georgia begangen worden zu sein. Die Anzahl der Opfer kann nur geschätzt werden, lag aber wahrscheinlich zwischen 25 und 50. Rund 70 schwarze Gefangene kamen in das Kriegsgefangenenlager Camp Sumter bei Andersonville, wo es auch zu vereinzelten Misshandlungen kam, sowohl gegenüber schwarzen Soldaten als auch gegenüber ihren weißen Offizieren.

## Nachwirkungen
Seymours Truppen zogen sich relativ unbehelligt nach Osten zurück und erreichten am 22. Februar Jacksonville. Zur Sicherung Jacksonvilles verlegte Gillmore für kurze Zeit zwei weitere Brigaden nach Florida, und auch die Konföderierten erhielten weitere Verstärkungen. Ende Februar hatten sie rund 15.000 Mann in Florida oder dorthin unterwegs, nun unter dem Befehl von Generalmajor James Patton Anderson. Die militärische Situation blieb jedoch, von gelegentlichen Scharmützeln abgesehen, ruhig: Die Nordstaatler befestigten ihre Stellungen bei Jacksonville und Palatka, während die Südstaatler sich bei Baldwin verschanzten. Als mit dem beginnenden Frühjahr die Hauptarmeen beider Seiten wieder aktiv wurden, wurde die Truppenkonzentration in Florida schnell abgebaut. Der Großteil von Seymours Truppen wurde im April nach Virginia verlegt, und die Konföderierten taten dem gleich.
Olustee war eine blutige Niederlage für die Union. Seymour verzeichnete 1.861 Gefallene, Verwundete und Vermisste. Zu den Gefallenen gehörten auch Oberst Fribley, der Kommandeur des 8. US Colored, und Oberstleutnant William Nikolaus Reed vom 1. North Carolina. Die Konföderierten verloren 946 Mann, davon 93 Gefallene. Die Verluste der Union sind besonders hoch, wenn man sie ins Verhältnis zu den eingesetzten Truppen setzt. Einzig ein Sturmangriff während der Belagerung von Port Hudson führte zu größeren relativen Verlusten.
Der konföderierte Sieg bei Olustee sicherte das Landesinnere Floridas für die Konföderierten. Zwar behielt die Unionsarmee ihre Präsenz entlang der Küste bei und führte weiter gelegentliche Raids ins Innere durch, es kam aber zu keinem groß angelegten Eroberungsversuch mehr. Die Staatshauptstadt Tallahassee blieb bis Kriegsende unbesetzt, und es wurden weiter Versorgungsgüter an die südstaatlichen Armeen geliefert. Die militärische Niederlage der Union machte es auch John Hay unmöglich, die benötigten Treueeide für eine politische Wiederherstellung der Staatsregierung zu sammeln. Er machte noch einen Versuch weiter südlich in Key West, und nachdem er auch dort keinen Erfolg hatte, kehrte er nach Washington zurück. Lincolns Regierung sah sich in der Folge harscher Kritik ausgesetzt, da man ihm vorwarf, die Gesundheit und das Leben von 2.000 Soldaten geopfert zu haben, um drei zusätzliche Delegiertenstimmen Floridas für den Republikanischen Nationalkongress im Juni zu erhalten. Es gab aber auch Pressestimmen, die die kriegswirtschaftliche Bedeutung Floridas betonten. Umgekehrt verschaffte Olustee den Südstaatlern nach der schweren Niederlage im Herbst 1863 bei Chattanooga einen dringend benötigten Hoffnungsschimmer. Dieser Hoffnungsschimmer wurde in den nächsten Wochen noch durch weitere Erfolge, unter anderem in der Schlacht bei Okolona, dem Red-River-Feldzug, der Camden-Expedition und der Schlacht um Plymouth verstärkt, sodass die konföderierte Moral sich merklich verbesserte.

## Gedenken
Das Schlachtfeld wurde 1912 die erste offizielle historische Stätte des Staates Florida und ist seit August 1970 im National Register of Historic Places eingetragen. Heute ist es als Olustee Battlefield Historic State Park ein Staatspark, zu dem unter anderem auch ein Besucherzentrum gehört. Jeden Februar findet dort auch ein Reenactment der Schlacht statt.